# Рукавишников, Михаил Григорьевич
Михаил Григорьевич Рукавишников (1811—1874) — купец 1-й гильдии, мануфактур-советник, потомственный почётный гражданин.
«Железный старик», монопольный поставщик железа в Нижегородской губернии. Получил свое прозвище за свой характер, по замечаниям современников он был строг и не терпел в людях лени.
После его смерти в 1874 году наследство, насчитывавшее в то время свыше 30 миллионов рублей отошло жене, Любови Александровне, и детям по 3-4 миллиона каждому. Наследники образовали компанию «Наследники М. Г. Рукавишникова», занимавшейся оптовой торговлей железом и выпуском стали.

## Биография
Родился в 1811 году в семье Григория Михайловича Рукавишникова.
В 1830 году в возрасте 19 лет отец приставил его к управлению своим заводом, производившим первосортную сталь. В «Ведомостях о состоянии фабрик и заводов по Нижегородской губернии за 1843 год» отмечалось: стали «на оном заводе… выделывается до 50 000 пудов». Михаил Григорьевич смог увеличить на заводе объём годового производства стали, которая поставлялась в другие губернии и в Персию, росла и прибыль: в 1843 году — 90, 5 тысяч рублей серебром; в 1858 году — 140 тысяч рублей. Набиравшая в то время обороты Нижегородская ярмарка привлекала деловых людей со всей страны, и такие известные уральские сталепромышленники как князья Голицыны, Абамелек-Лазаревы, Строгановы выбирали фирму Михаила Григорьевича для ведения дел на европейской территории Российской империи — Рукавишников на протяжении десятилетий был одним из главных оптовых покупателей уральского железа. Он так умело вел дела, что вскоре стал монопольным поставщиком железа в Нижегородской губернии; лучшей в губернии считалась сталь «томлянка» с завода Рукавишникова.

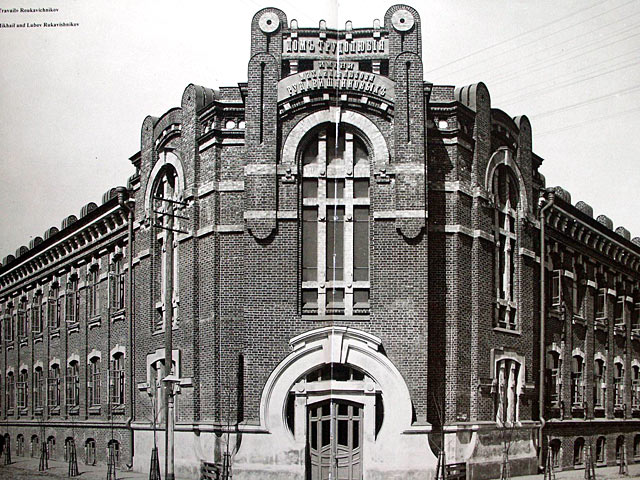
Дом трудолюбия имени Михаила и Любови Рукавишниковых

Кроме того, имея большие капиталы, он давал крупные ссуды достойным доверия нижегородским коммерсантам — считался самым крупным и наиболее известным ростовщиком во всем Поволжье.
С 1842 года М. Г. Рукавишников — купец 1-й гильдии, член Нижегородского мануфактурного комитета, мануфактур-советник, потомственный почётный гражданин.
Одновременно, М. Г. Рукавишников занимался щедрой благотворительностью. Был членом губернского попечительного о тюрьмах комитета и ежегодно делал пожертвования в пользу нижегородских арестантов, пожертвовал средства женскому училищу (впоследствии Мариинская женская гимназия), оказывал помощь детям из малоимущих семей. Его жена, Любовь Александровна, в память мужа построила богадельню и детскую больницу, а построенный позднее Рукавишниковыми Дом трудолюбия получил имя Михаила и Любови Рукавишниковых.

## Семья
Жена — Любовь Александровна, урождённая Пастухова (1823—3.12.1893). Их дети:
- Иван (1848—1906)
- Варвара (1851 — не ранее 1930) — крупный меценат и коллекционер произведений искусства, почётная попечительница Нижегородского городского приюта имени графини О. В. Кутайсовой, член правления Общества вспоможения бедным Нижнего Новгорода, почётный член Ведомства учреждений императрицы Марии. Собрала коллекцию картин (ныне хранящихся в Нижегородском государственном художественном музее). Была замужем за Дмитрием Михайловичем Бурмистровым.
- Сергей (1852—1914)
- Владимир (1853—1888) — меценат, в 1875 году открыл и содержал в Нижнем Новгороде школу пения и церковный хор, в котором пел Павел Кошиц; член совета Братства Св. Кирилла и Мефодия, почётный член совета Кулибинского ремесленного училища.
- Юлия (1859—1925), замужем за Иваном Кузьмичом Николаевым.
- Митрофан (1864—1911) — инвалид с детства, был крупнейшим благотворителем среди детей М. Г. Рукавишникова, членом и председателем Совета (в 1890—1911) «Братства святых равноапостольных Кирилла и Мефодия». Собрал обширную коллекцию произведений искусства и предметов старины.

Рукавишниковы известны тем, что за их счет в Нижнем Новгороде было построено более 40 различных зданий общественного назначения.